# 자비로운 종신독재자
자비로운 종신독재자(BDFL, Benevolent Dictator for Life)란 소수의 오픈 소스 소프트웨어 개발 리더에게 부여되는 칭호이다. 주로 커뮤니티 내에서 논쟁이 있을 때 최종적으로 결론을 내려줄 수 있는, 프로젝트 창시자인 경우가 많다. 이 표현은 1995년에 파이썬의 창시자 귀도 반 로섬을 가리키는 호칭으로 처음 사용되었다. 귀도 반 로섬은 2018년 7월 12일 부로 BDFL에서 사임한다고 선언하였다.

## 자비로운 종신독재자 목록
| 이름              | 프로젝트     | 종류                            | 임기            |
| ----------------- | ------------ | ------------------------------- | --------------- |
| 귀도 반 로섬      | 파이썬       | 프로그래밍 언어                 | 1995년 ~ 2018년 |
| 마일스 루빈       | JuMP         | Julia 수학적 최적화 모델링 언어 |                 |
| 비탈리크 부테린   | 이더리움     | 블록체인기반 암호화폐           |                 |
| 래리 월           | 펄           | 프로그래밍 언어                 |                 |
| 리누스 토르발스   | 리눅스       | 운영체제                        |                 |
| 리처드 스톨먼     | GNU 프로젝트 | 자유 소프트웨어 운동            |                 |
| 리치 히키         | 클로저       | 프로그래밍 언어                 |                 |
| 마츠모토 유키히로 | 루비         | 프로그래밍 언어                 |                 |
| 마틴 오더스키     | 스칼라       | 프로그래밍 언어                 |                 |
| 브람 물레나르     | Vim          | 텍스트 편집기                   |                 |